# Jan Konefał
Jan Konefał (ur. 26 sierpnia 1953 w Lipnicy) – polski historyk, profesor nauk humanistycznych, badacz dziejów XIX i XX wieku.

## Życiorys
W 1972 ukończył liceum w Kolbuszowej. Absolwent historii Katolickiego Uniwersytetu Lubelskiego (1978). Doktorat obronił w 1987 na podstawie pracy pt. Działalność społeczno-polityczna Aleksandra Zawadzkiego "ojca Prokopa" w Królestwie Polskim 1876-1917, napisanej pod kierunkiem Ryszarda Bendera. Habilitował się w 2000  na podstawie pracy pt. Legiony Polskie w Lubelskiem 1914-1918. Tytuł profesorski uzyskał w 2007. W latach 1978–2014 był zatrudniony w Sekcji Historii Katolickiego Uniwersytetu Lubelskiego (najpierw w Katedrze Historii Nowożytnej, następnie został kierownikiem Katedry Historii Ruchów Społeczno-Politycznych XIX i XX Wieku).

## Kontrowersje
25 stycznia 2010 roku dokonał napaści na pracownicę swojej katedry Sabinę Bober. Został zawieszony w obowiązkach na uczelni. W 2014 profesor został skazany za poturbowanie i wyzywanie koleżanki oraz zwolniony z KUL.

## Wybrane publikacje
- Legiony Polskie w Lubelskiem 1914-1918, Lublin: Redakcja Wydawnictw KUL 1999 (wyd. 2 poszerz.: Do Ciebie, Polsko... Legiony Polskie w Lubelskiem 1914-1918, Lublin: Norbertinum Wydawnictwo - Drukarnia - Księgarnia 2008).
- Działalność społeczno-polityczna Aleksandra Zawadzkiego (Ojca Prokopa) w Królestwie Polskim 1876-1917, Lublin: TNKUL 2000.
- Bogu i ludziom bezgranicznie oddany: życie i posługa duszpasterska księdza Stanisława Sudoła (1895-1981), Sandomierz: Wydawnictwo Diecezjalne - Dzikowiec: Towarzystwo Stanisławowskie im. Ks. Prałata Stanisława Sudoła 2001.
- Jastków 1915: historia i pamięć, Lublin: TNKUL 2003.
- (redakcja) Ksiądz Stanisław Sudoł - człowiek i duszpasterz (1895-1981), Sandomierz - Stalowa Wola: Wydawnictwo Diecezjalne 2004.
- (redakcja) Władysław Grabski: uczony i mąż stanu, red. Jan Konefał, Stanisław Wójcik, Lublin: Towarzystwo Naukowe Katolickiego Uniwersytetu Lubelskiego 2005.
- (redakcja) Ks. prałat Stanisław Sudoł: w 25-rocznicę śmierci i 111 urodzin: materiały z sesji naukowej, która odbyła się w Zespole Szkół im. Ks. Prałata Stanisława Sudoła w Dzikowcu 16 marca 2006 r., Dzikowiec - Sandomierz: Wydawnictwo Diecezjalne i Drukarnia 2006.
- (redakcja) Wspomnienia o życiu i duszpasterskiej pracy ks. Stanisława Sudoła (1895-1981), wprow. Magdalena Chojnacka, Dzikowiec - Sandomierz: Wydawnictwo Diecezjalne i Drukarnia 2006.
- (redakcja) COP: przeszłość, teraźniejszość, przyszłość, Stalowa Wola: Wydział Zamiejscowy Nauk o Społeczeństwie. Katolicki Uniwersytet Lubelski Jana Pawła II 2007.
- (redakcja) Powrót Polski do rodziny wolnych narodów: sesja naukowa w 90. rocznicę odzyskania niepodległości, Lublin, 17 XI 2008, red. Jan Konefał, Sabina Bober, Lublin: Wydawnictwo Polihymnia 2009.
- (redakcja) Sługa Boży ksiądz Stanisław Sudoł, zwiastun pojednania i dobroci, Sandomierz: Wydawnictwo Diecezjalne i Drukarnia 2015.
- (redakcja) Ksiądz biskup Edward Frankowski: jego życie to służba i świadectwo, Stalowa Wola - Sandomierz: Wydawnictwo Diecezjalne i Drukarnia 2008.